# سولدو
سولدو (به لاتین: Soldeu) یک روستا و پیست اسکی در آندورا با جمعیت ۱٬۱۰۹ نفر است که در کانیلو واقع شده‌است.